# حزب البداية
حزب البداية هو حزب سياسي مصري تأسس يوم 17 أغسطس 2012 (عقب ثورة 25 يناير)، يرأسه محمود حسام الدين جلال الذي ترشح لرئاسة الجمهورية. الحزب لم يخض الانتخابات البرلمانية 2012. ويقود ائتلاف أحزاب مصر الوسطية.[بحاجة لمصدر]